# Castéra-Bouzet
Castéra-Bouzet è un comune francese di 116 abitanti situato nel dipartimento del Tarn e Garonna nella regione dell'Occitania.

## Società

### Evoluzione demografica
Abitanti censiti